# Campus Westend
Der Campus Westend ist einer der fünf Standorte und Hauptsitz der Johann Wolfgang Goethe-Universität Frankfurt am Main. Der Campus liegt im Stadtteil Westend nordwestlich der Innenstadt von Frankfurt am Main. Er löste den Campus Bockenheim als Hauptsitz der Universität ab. Seit 2001 werden dort alle gesellschafts- und geisteswissenschaftlichen Fachbereiche sowie die zentrale Verwaltung angesiedelt. Vor der Übernahme durch die Universität war das Gelände nacheinander Standort der Anstalt für Irre und Epileptische, der Konzernzentrale der I. G. Farbenindustrie sowie des Hauptquartiers der US-Streitkräfte in Europa.

## Vorgeschichte

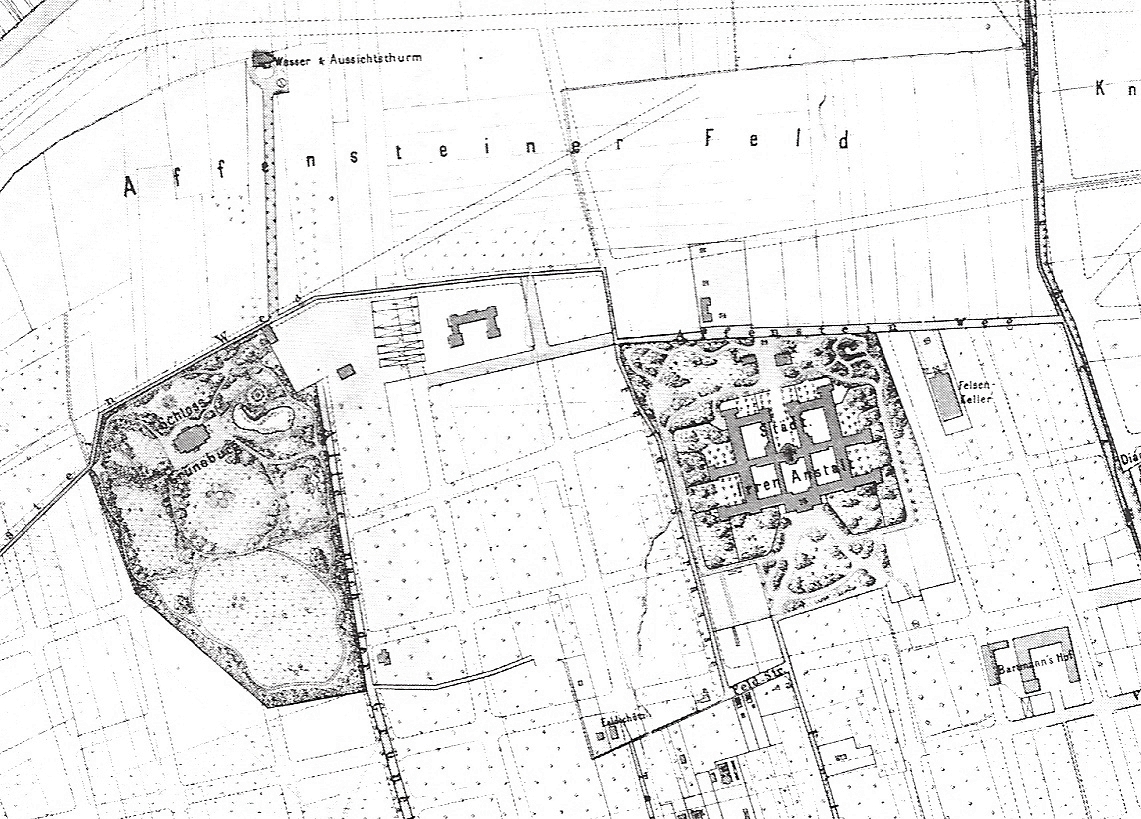
Das Affensteiner Feld mit Schloss Grüneburg (links) und psychiatrischer Anstalt („Irrenanstalt“) auf einem Frankfurter Stadtplan von 1887; die gestrichelten Linien markieren eine Straßenplanung, die so nicht verwirklicht wurde.

Der Campus Westend entstand auf dem südöstlichen Teil eines Affensteiner Feld genannten Flurstücks. Das Gelände lag bis ins 19. Jahrhundert vor den Toren der Stadt Frankfurt am Main und wurde überwiegend landwirtschaftlich genutzt. Im Jahr 1837 hatte der Frankfurter Zweig der Bankiersfamilie Rothschild dort Grundbesitz erworben und einen schlossähnlichen Landwohnsitz mit nach und nach durch Zukauf erweiterten Parkanlagen anlegen lassen, das Neue Palais zur Grünen Burg. Im Jahr 1935 war das Gebäude mit Parkgelände durch Zwangsverkauf in den Besitz der damals nationalsozialistischen Stadtverwaltung übergegangen und wurde als Grüneburgpark in eine öffentlich zugängliche Grünanlage umgewandelt, die bis in die Gegenwart unter diesem Namen besteht.
In unmittelbarer östlicher Nachbarschaft zum Grüneburgpark wurde von 1859 bis 1864 auf dem Affensteiner Feld auf Initiative des Frankfurter Nervenarztes Heinrich Hoffmann das sogenannte Irrenschloss errichtet, eine der ersten modernen psychiatrischen Heilanstalten. Veraltet wurde es 1928 abgerissen. Reste des Gebäudes sind 2008 beim Bau des PEG-Gebäudes gefunden worden. Der Bauplatz wurde anschließend für das von 1928 bis 1931 errichtete I.G.-Farben-Haus der I.G. Farben genutzt. Nach dem Ende des Zweiten Weltkriegs richteten die Streitkräfte der Vereinigten Staaten im Gebäude ihr europäisches Hauptquartier ein. Nördlich des I.G.-Farben-Hauses errichteten die Amerikaner Nebengebäude ihres Hauptquartiers sowie Offizierswohnhäuser. Nach dem Auszug der Amerikaner fielen Gelände und Gebäude im Jahr 1996 an das Bundesvermögensamt.

## Nutzung durch die Goethe-Universität

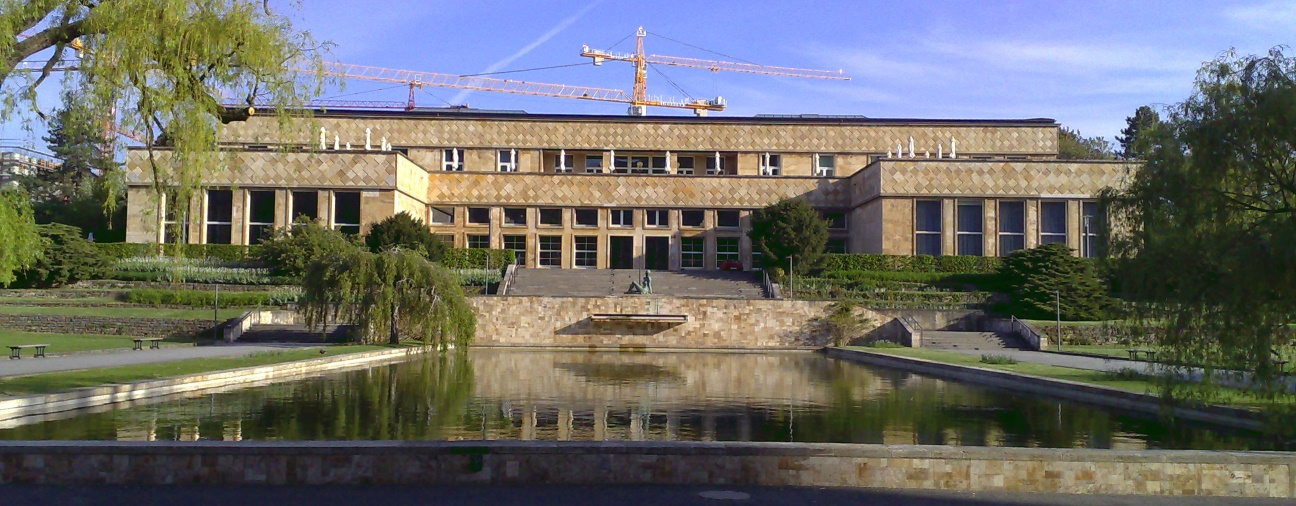
Das von Hans Poelzig gestaltete ehemalige Casino des I.G.-Farben-Hauses, Ansicht von Süden

Das Land Hessen erwarb das Areal um das IG Farben-Haus 1996 vom Bund. Das Gelände ist neuer Hauptstandort der  Goethe-Universität, die ihren bisherigen Standort am Campus Bockenheim im Frankfurter Stadtteil Westend in späterer Zukunft räumt.
Zunächst zog das Zentrum für Nordamerika-Forschung (Zenaf) der Goethe-Universität provisorisch in das Casino-Gebäude des I.G.-Farben-Hauses ein. Nach rund dreijährigem Umbau wurde das Hauptgebäude 2001 von den Fachbereichen Evangelische Theologie, Katholische Theologie, Philosophie und Geschichte, Kulturwissenschaften und Neuere Philologien sowie vom Fritz-Bauer-Institut bezogen. Anschließend wurde das Casinogebäude komplett renoviert. Da an diesem Standort noch keine Mensa zur Verfügung stand, wurde während dieser Zeit eine „Zeltmensa“ eingerichtet. Im Zuge der Renovierungsarbeiten wurden drei Festsäle, zwei Seminarräume, ein Speisesaal und eine Küche eingerichtet. Hierbei wurden auch in der Zeit des Nationalsozialismus übertünchte Wandgemälde wieder freigelegt. Die gesamten Umbaukosten, die von Bund und Land getragen wurden, beliefen sich auf rund 225 Millionen DM.

### Erster Bauabschnitt

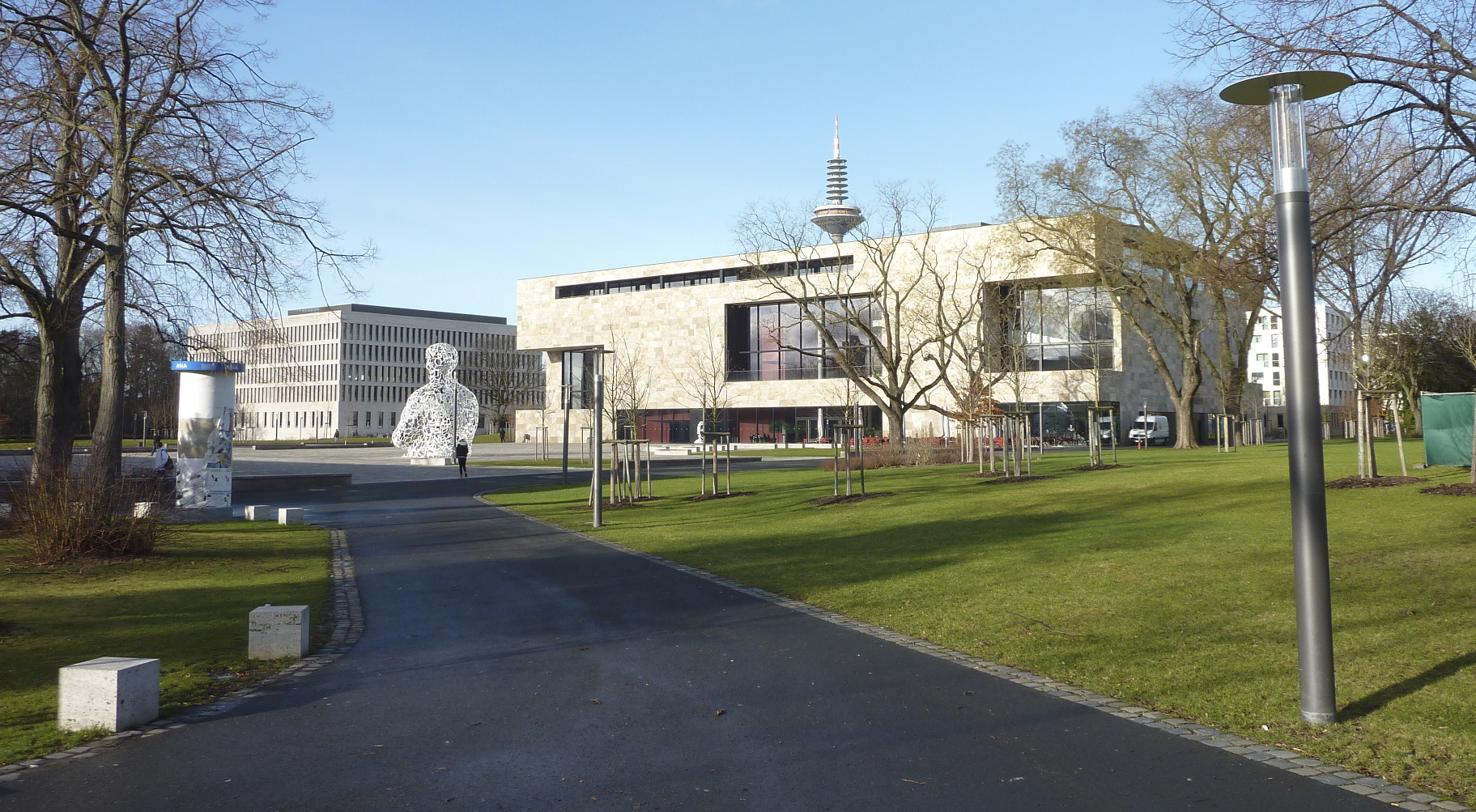
Campusplatz, Gebäude der Rechts- und Wirtschaftswissenschaften (links) und Hörsaalzentrum (Mitte)

Für die Umgestaltung des Geländes nördlich des I.G.-Farben-Hauses wurde ein Wettbewerb ausgeschrieben, den der Frankfurter Architekt Ferdinand Heide gewann. Für die einzelnen Gebäude wurden in einem weiteren Wettbewerb im Jahr 2004 mehrere Architekten gewonnen. Im Sommer 2008 wurde das House of Finance nach einem Entwurf der Architekten Kleihues + Kleihues eingeweiht. Im Herbst 2008 folgte die Inbetriebnahme des Gebäudes für die Rechts- und Wirtschaftswissenschaften von MüllerReimann Architekten, des Hörsaalzentrums und des von der Mensa genutzten Anbaus des Casinos, beide entworfen von Ferdinand Heide, sowie die Inbetriebnahme des Studentenwohnheims und eines anliegenden Raums der Stille, beide entworfen von Karl + Probst.
Bereits 2006 bezog das Hessische Baumanagement ein provisorisches Containergebäude an der Lübecker Straße, von dem aus die Projektleitung für die Baumaßnahmen agierte.

### Zweiter Bauabschnitt
Im zweiten Bauabschnitt wurde das Gebäude für die Fachbereiche Gesellschafts- und Erziehungswissenschaften, für die Institute für Psychologie und Humangeographie sowie für die Hochschulverwaltung inklusive Hochschulrechenzentrum errichtet (GEP). Außerdem steht nördlich der Max-Horkheimer-Straße der Forschungsbau für das Exzellenzcluster Die Herausbildung normativer Ordnungen. Darüber hinaus ist zum Sommersemester 2015 ein Seminarraumgebäude auf dem Gelände des ehemaligen Heizkraftwerks an der Max-Horkheimer-Straße errichtet worden.
Im Zuge der Bauarbeiten für den neuen Campus Westend wurde im Mai 2008 im nördlichen Teil an der Grenze zum Affensteiner Weg (heute Max-Horkheimer-Straße) ein turmartiges Bauwerk freigelegt, welches im Situationsplan des Architekten Oskar Pichler als „Eisgrube“ bezeichnet ist. Das Bauwerk wurde von der städtischen Irrenanstalt bis zu deren Abriss genutzt, was Anstalts-Geschirrscherben belegen, die im Inneren des Turms verborgen lagen. Archäologische Untersuchungen ergaben, dass der Turm zur spätgotischen Stadtbefestigung gehörte, danach zur Windmühle umgebaut wurde und später als Eiskeller der Irrenanstalt benutzt wurde. Diese Einschätzung wird von den Archäologen der Universität Frankfurt ausdrücklich bezweifelt. Dieses wurde 2015 gleichzeitig mit dem Verwaltungsgebäude eröffnet. Das Bauwerk wurde in das Institutsgebäude Gesellschaftswissenschaften, Erziehungswissenschaften, Psychologie und Humangeographie integriert. Im Jahr 2014 wurde der Seminarpavillon in der Hansaallee in Betrieb genommen.
Durch weitere angemietete Objekte (IKB-Gebäude und EADA) wird der Campus ergänzt.

### Dritter Bauabschnitt
Im dritten Bauabschnitt ist ein weiteres Hochschulgebäude für die sprach- und kulturwissenschaftlichen Fächer (SKW) vorgesehen, das sich an der Hansaallee in Richtung Miquelallee anschließt; zudem werden am zentralen Band des Campus der Neubau des Studierendenhauses und im Nordosten an der Miquelallee ein Neubau für das Deutsche Institut für Internationale Pädagogische Forschung (DIPF) errichtet. Bei diesen Bauarbeiten wurde am 29. August 2017 nördlich des Seminargebäudes eine 1,8 Tonnen schwere Luftmine aus dem Zweiten Weltkrieg gefunden. Die Vorbereitung für ihre Entschärfung führte zur bis dahin größten Evakuierungsmaßnahme in der deutschen Nachkriegszeit, für die am 3. September 2017 mehr als 60.000 Menschen ihre Wohnungen verlassen mussten. Das SKW-Gebäude wurde 2022 bezogen.

### Weitere Entwicklung
Für die weitere Entwicklung sind nach dem Masterplan Ferdinand Heides sowie nach dem Bebauungsplan am Grüneburgpark und an der Miquelallee Erweiterungsflächen vorgesehen. Diese Flächen sind anders als die übrige Fläche des Campus Westend jedoch im Besitz der Stadt, sodass die Universität keinen Zugriff darauf hat. Entgegen der ursprünglichen Absprachen und den Vorgaben des Bebauungsplanes plant die Stadt die Unterbringung von Schulen auf den Erweiterungsflächen der Universität. Am 18. Januar 2017 verkündeten Land und Stadt eine Einigung, die ursprünglich für die Universität vorgesehene Landesflächen zwischen Hansaallee und Eschersheimer Landstraße für den Bau des Adorno-Gymnasiums an die Stadt zu übergeben. Im Gegenzug dafür soll die Stadt ihre Grundstücke an der Miquelallee an die Universität übertragen, die somit Planungssicherheit für weitere Erweiterungsbauten erhält. Die Tauschflächen haben zwar unterschiedliche Größe, dürfen nach Bebauungsplan aber mit etwa den gleichen Nutzflächen bebaut werden.
Auf den künftigen Erweiterungsflächen der Universität befinden sich bislang die städtische Philipp-Holzmann-Schule sowie ein Sportplatz. Sie sollen künftiger Standort u. a. der Universitätsbibliothek Johann Christian Senckenberg werden, für deren Neubau aus dem Erlös des Verkaufs des ehemaligen Polizeipräsidiums am 7. März 2018 rund 100 Mio. € vom Land zur Verfügung gestellt werden.

## Gebäude auf dem Campus
Mit Bauzeit und Architekt:

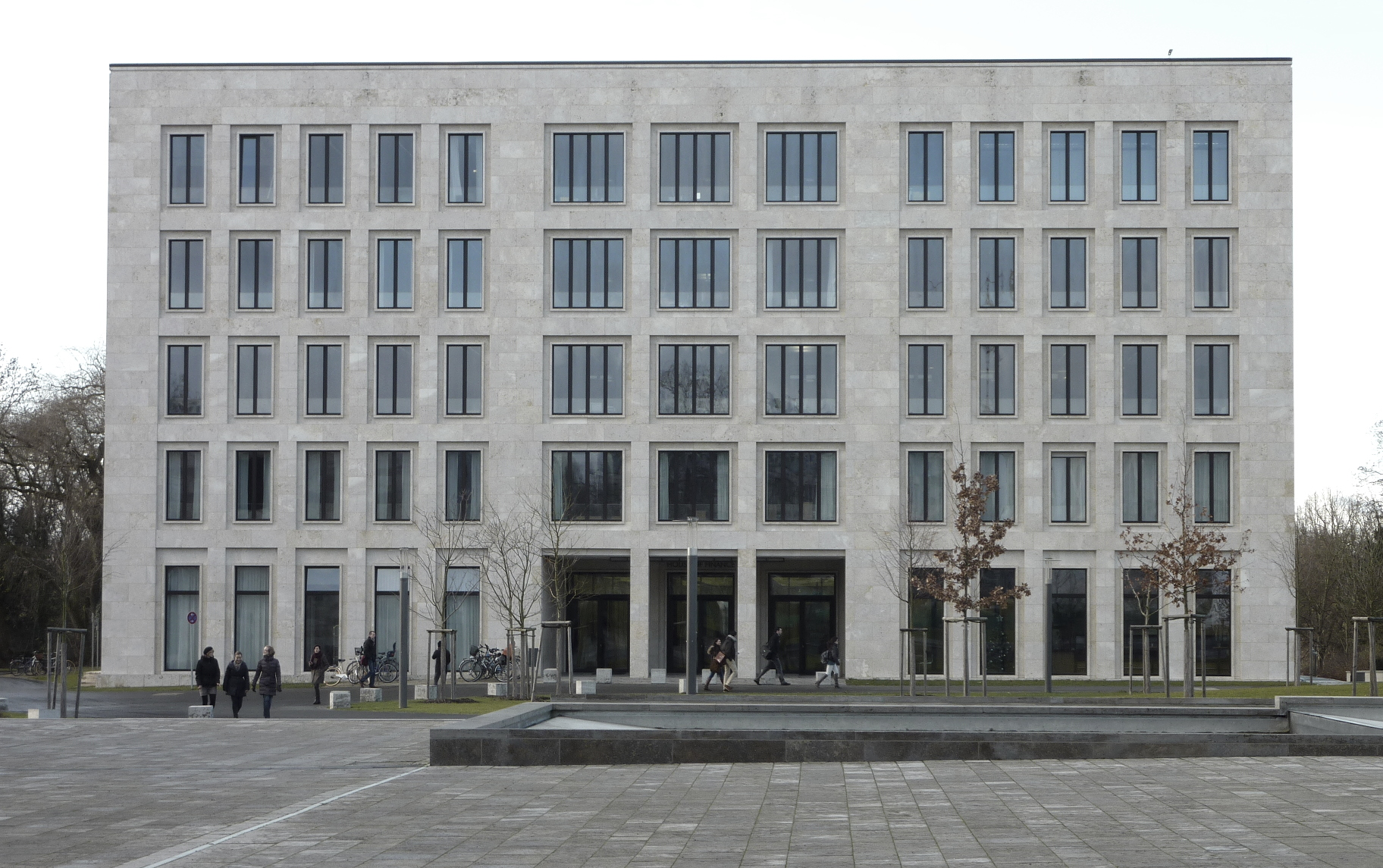
House of Finance

Anbau Casino

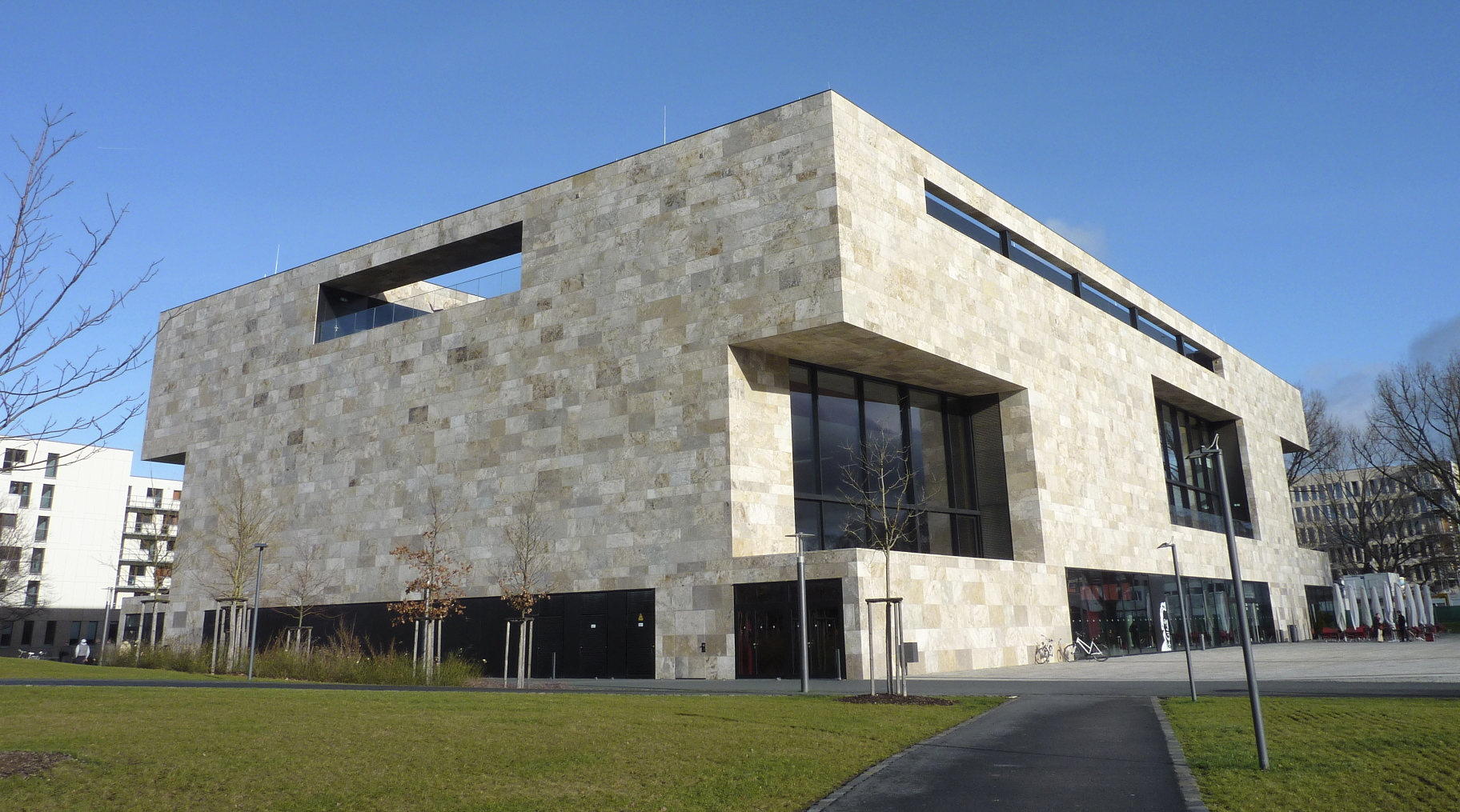
Hörsaalzentrum

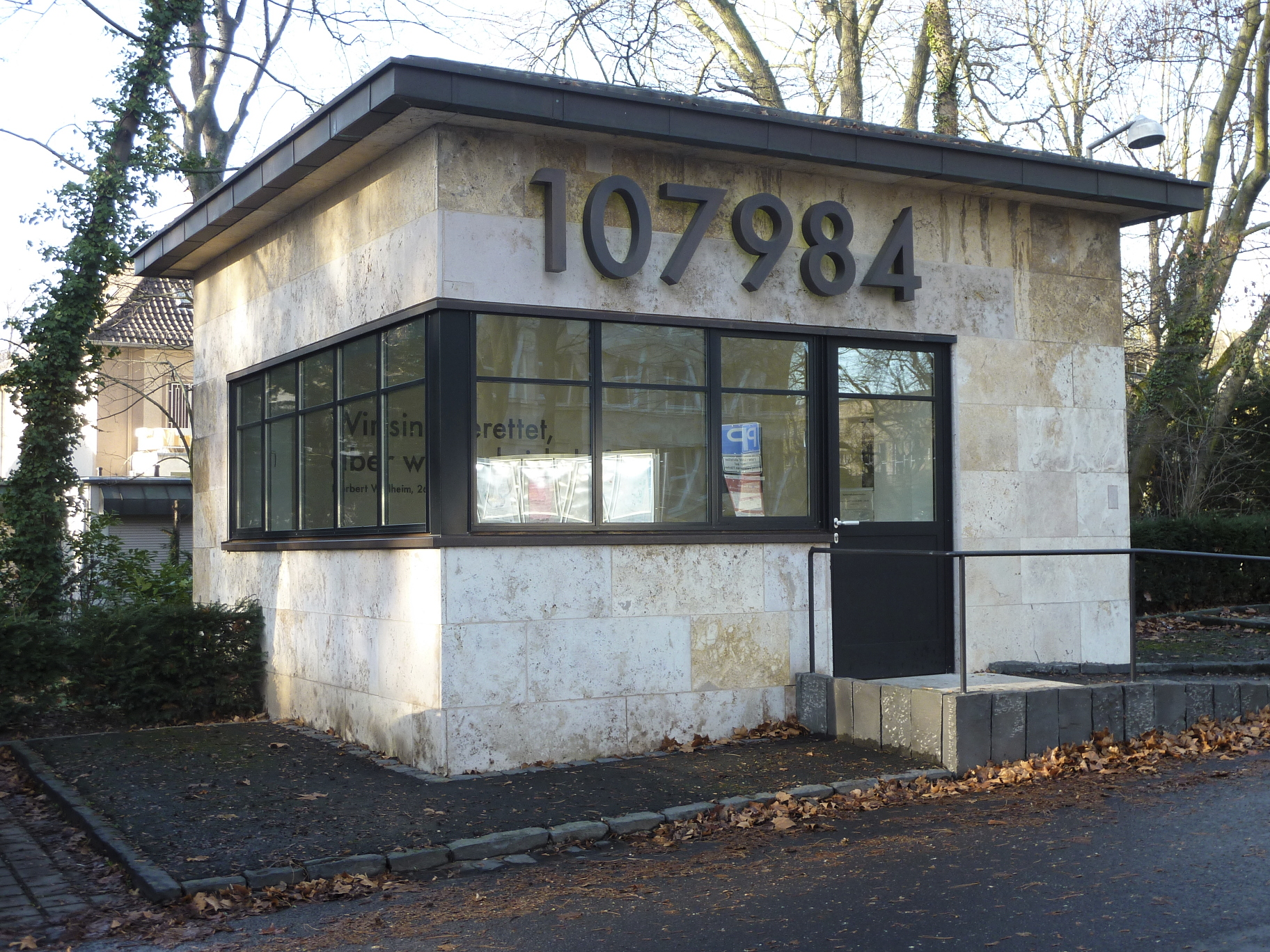
Wollheim-Gedenkstätte

- I.G.-Farben-Haus mit dem Casino, 1928–1931, Hans Poelzig
- Bauleitgebäude, vor 1962
- Containeranlage des Hessischen Baumanagements, 2006
- House of Finance (HoF), 2004–2008, Kleihues+Kleihues
- Anbau Casino, 2004–2008, Ferdinand Heide
- Hörsaalzentrum (HSZ), 2004–2008, Ferdinand Heide
- Institutsgebäude Rechtswissenschaft und Wirtschaftswissenschaften (RuW), 2004–2008, MüllerReimann Architekten
- kirchliche Studentenwohnheime mit Haus der Stille, 2004–2008, Karl + Probst
- Wollheim-Memorial, 2008, Heiner Blum
- Institutsgebäude Psychologie, Erziehungs- und Gesellschaftswissenschaften (PEG), 2008–2013, MüllerReimann Architekten
- Verwaltungsgebäude, 2008–2013, MüllerReimann Architekten
- Containeranlage für das Immobilienmanagement, 2010
- Max-Planck-Institut für europäische Rechtsgeschichte, 2013, Staab Architekten
- Exzellenzcluster Die Herausbildung normativer Ordnungen, 2008–2012, Gesine Weinmiller
- Erweiterung der Containeranlage für das Hochschulrechenzentrum, Oktober 2013
- Seminarhaus, 2015, Ferdinand Heide
- Adorno-Denkmal, April 2016
- Sprach- und Kulturwissenschaft (SKW), 2018 bis 2022 
 Bild gesucht Der Benutzer Vielen Dank und viele Grüße Benutzer:Woelle ffm (Diskussion) wünscht sich an dieser Stelle ein Bild  vom Ort mit diesen Koordinaten.

Motiv: Sprach- und Kulturwissenschaft (SKW) von verschiedenen Seiten

Falls du dabei helfen möchtest, erklärt die Anleitung, wie das geht.
- Deutsche Institut für Internationale Pädagogische Forschung

Weitere Gebäude, die sich in der Planung und in der ersten Bauphase beginnen:
- Center for Humanities[10][11][12]
- Studierendenhaus der Goethe Universität[13][14]

## Adresse
Vom Bezug des ersten Instituts im Jahr 1996 bis zum 30. März 2015 hatten alle Gebäude auf dem Campus die gleiche Adresse, Grüneburgplatz 1. Seit dem 1. April 2015 sind Einzeladressen vergeben, die an Wissenschaftler erinnern sollen. Dies sind im Einzelnen Norbert-Wollheim-Platz, Theodor-W.-Adorno-Platz und Max-Horkheimer-Straße sowie seit 2015 Fritz-Neumark-Weg, Helmut-Coing-Weg, Gisèle-Freund-Platz und Nina-Rubinstein-Weg.